# When a child is born
When a child is born (en español, Cuándo un niño nace) es una popular canción de Navidad. La melodía original era Soleado, una tonada de 1972 de Ciro Dammicco (alias "Zacar"), compuesta por el grupo italiano Daniel Sentacruz Ensemble y Darío Baldan Bembo. Las letras en inglés fueron escritas unos cuantos años más tarde por Fred Jay.

## Versiones
Soleado fue banda sonora de la película argentina de 1975 Nazareno Cruz y el lobo.
- ACM Gospel Choir en 2008, en Mail on Sunday, del CD de Navidad con el Coro.
- Boney en 1981, en Christmas Album.
- Bing Crosby.
- Cissy Houston.
- Lutricia McNeal quien logró el Top 20 de Reino Unido en 1998.
- G4.
- Jude Collins en su álbum de 1981 Trust Your Heart.
- Kamahl.
- Kenny Rogers.
- Manolo Otero.
- Sarah Brightman en 2008, en el CD A Winter Symphony.
- Charlotte Church en 2000, en el CD Dream a Dream.
- Tarja Turunen.
- The Moody Blues en 2003, en el álbum December.
- Willie Nelson.
- Paulini.
- Il Divo en 2005, en el álbum The Christmas Collection.